# Disparitions forcées au Venezuela
 (avril 2025).
Les informations dans cet article sont mal organisées, redondantes, ou il existe des sections bien trop longues. Structurez-le ou soumettez des propositions en page de discussion.
Avec le temps, il arrive que le contenu présent dans un article devienne désordonné. Il est souvent nécessaire de réorganiser l'article de fond en comble.
- Il faut tout d’abord répartir le contenu de l'article en plusieurs sections. Les informations doivent ensuite être exposées clairement et le plus synthétiquement possible, regroupées par sujet afin d'éviter les doublons. Quelqu'un cherchant une information précise doit pouvoir la trouver rapidement en lisant la section appropriée.
- À l'intérieur de chaque section, le texte, souvent initialement sous la forme de phrases éparses, doit être regroupé dans des paragraphes de quelques lignes, en assurant un enchaînement logique et une cohérence entre les phrases.
- Lorsque l'article ou l'une de ses sections développe trop longuement un point qui n'est pas dans le cœur du sujet traité, il convient de faire une synthèse et de transférer l'ancien contenu dans des articles plus appropriés (en cas de transfert, il faut impérativement respecter la procédure Aide:Scission).

Si vous pensez que ces points ont été résolus, vous pouvez retirer ce bandeau et améliorer le plan d'un autre article.
Les disparitions forcées au Venezuela sont caractérisées par leur courte durée, et se sont produites principalement sous l’administration de Nicolás Maduro. En 2018, on compte au minimum 200 cas de disparitions forcées, et 524 en 2019, d’une durée moyenne de cinq jours. Selon Foro Penal (en) et Robert F. Kennedy Human Rights (en), la courte durée des disparitions est conçue spécifiquement pour éviter l'attention que pourraient entraîner des détentions à grande échelle et à long terme. Un rapport de 2019 du Haut-Commissariat des Nations Unies aux droits de l’homme affirme que les disparitions forcées ont été utilisées au Venezuela par le gouvernement pour censurer l'opposition et instiller la peur dans la population. La constitution vénézuélienne interdit les disparitions forcées, même en cas d’état d’urgence.
Certaines personnes disparues sont mortes en détention peu de temps après leur arrestation. En 2018 le conseiller municipal d’opposition Fernando Albán (en) meurt en détention trois jours après son arrestation, et en 2019, le capitaine de corvette Rafael Acosta Arévalo (en) est mort dans un hôpital militaire, avec des signes visibles de torture, après avoir été porté disparu.
Bien que dans la plupart des cas les disparitions soient de courte durée, il existe au Venezuela des cas de disparitions qui durent depuis des années. En 2023 On ignorait où se trouvent le plongeur Hugo Marino et l'activiste Alcedo Mora (es), portés disparus.

## Définition
Une disparition forcée est une détention de deux jours ou plus qui, contrairement à une détention ordinaire, comprend le refus par l’État de fournir toute information sur le lieu où se trouve une personne.
L'article 45 de la Constitution vénézuélienne interdit « à l'autorité publique, civile ou militaire, même en cas d'état d'urgence, d'exception ou de restriction des garanties, de pratiquer, de permettre ou de tolérer la disparition forcée de personnes ».

## Historique

### 1989
La Cour interaméricaine des droits de l'homme a demandé à l'État vénézuélien de mener une enquête sur les disparitions pendant le Caracazo de Abelardo Antonio Pérez, Andrés Eloy Suárez Sánchez, José Miguel Liscano Betancourt, Juan Acasio Mena Bello et Jesús Rafael Villalobos, considérés comme des personnes disparues.

### 2004
Lors des manifestations vénézuéliennes de 2004 (en), la disparition forcée d’au moins sept manifestants a été dénoncée.

### 2015
Alcedo Mora a disparu le 27 février 2015 après avoir dénoncé la contrebande de carburant vers la Colombie par des membres du gouvernement de l'État de Mérida et des responsables de Petróleos de Venezuela. Début mars, les frères Eliécer et Jesús Vergel, proches de Mora, ont également disparu, apparemment détenus par le Service bolivarien de renseignement (SEBIN).
Le journaliste Jesús Medina Ezaine est arrêté en octobre 2017 avec les journalistes Roberto di Matteo (d'Italie) et Filippo Rossi (de Suisse), alors qu'ils effectuaient un reportage au centre pénitentiaire d'Aragua, également connu sous le nom de Tocorón,. Il est porté disparu alors qu'il est encore en détention. Jesús est retrouvé plus tard, en novembre, sur une autoroute de Caracas, déclarant qu'il avait été torturé et menacé de mort par ses ravisseurs.

### 2018
L'épouse de l'officier militaire Igbert Marín Chaparro a annoncé qu'il avait été détenu au secret pendant les premiers jours de sa détention, après avoir été arrêté le 2 mars 2018, avec huit autres officiers, et avoir été victime de torture par des officiers militaires,,.
Le conseiller municipal de l'opposition Fernando Albán (en) est arrêté le 5 octobre 2018 à l'aéroport international Simón Bolívar alors qu'il rentrait au pays après avoir fait partie d'une délégation de l'opposition qui a assisté aux Nations Unies,. Aucune raison n'est donnée pour son arrestation et aucun détail n'est fourni quant au lieu de sa détention jusqu'à sa mort trois jours plus tard, le 8 octobre.

### 2019
Le journaliste Luis Carlos Díaz a disparu pendant neuf heures après avoir été arrêté le 11 mars 2019, après que le contact avec lui ait été perdu alors qu'il travaillait à la station de radio Unión à Caracas,. Des agents du Service bolivarien de renseignement ont perquisitionné et cambriolé son domicile à Caracas,. Luis Carlos est libéré le lendemain, sommé de se présenter au tribunal tous les huit jours et se voit interdire de quitter le pays et de faire des déclarations aux médias sur son affaire.
Le député populaire Gilber Caro a disparu pendant des semaines à plusieurs reprises après des arrestations. Une première fois le 11 janvier 2017 et une seconde fois le 26 avril 2019. Pendant sa détention, le Haut-Commissariat des Nations Unies aux droits de l'homme exige de savoir où il est détenu. Il est libéré après deux mois. Le député est arrêté à nouveau le 20 décembre 2019 avec son assistant, le journaliste Víctor Ugas. Le 26 décembre, l’Assemblée nationale vénézuélienne exige de connaitre leur lieu de détention. Le 10 janvier 2020, la Commission interaméricaine des droits de l'homme a annoncé que c'était la deuxième fois que le lieu de détention du député était inconnu. L'avocat de Gilber Caro a déclaré avoir finalement pu le voir et lui parler le 20 janvier, après un mois de disparition.
Le 20 avril 2019, le plongeur Hugo Marino disparait, probablement sous la responsabilité de la Direction générale du contre-espionnage militaire (en). Après quatre ans de disparition, le Haut-Commissariat des Nations Unies aux droits de l’homme (HCDH) a exigé que les enquêtes avancent. Selon le rapport du HCDH, la disparition forcée est utilisée au Venezuela par le gouvernement pour censurer les opposants et instiller la peur.
Le 22 juin 2019, la femme du capitaine de corvette Rafael Acosta Arévalo (en) a annoncé sa disparition et déclaré qu'elle lui avait parlé pour la dernière fois à 2 heures du matin, la veille, alors qu'il était en « réunion personnelle » à Guatire, dans l'État de Miranda. Ce jour-là, des agents de la Direction générale du contre-espionnage militaire (en) et du Service bolivarien de renseignement ont arrêté sept personnes, parmi lesquelles des militaires et des policiers. Le 26 juin, après six jours sans information, l'arrestation d'Acosta Arevalo est annoncée par le ministre de la Communication et de l'Information, Jorge Rodríguez, qui accuse alors trois d'entre eux, dont Acosta Arevalo, de préparer un coup d'État,. Acosta Arevalo meurt trois jours plus tard, le 29 juin, après avoir comparu devant le tribunal en fauteuil roulant et portant sur lui des signes manifestes de torture, notamment de nombreuses ecchymoses sur les bras, une faible sensibilité des mains, un gonflement extrême des pieds, des traces de sang sous les ongles et des blessures au torse. Acosta Arévalo était également incapable de bouger ses mains ou ses pieds, de se lever ou de parler. Le juge a ordonné qu'Acosta Arévalo soit transféré à l'hôpital militaire de l'armée Dr Vicente Salias Sanoja, situé à Fort Tiuna à Caracas,,. Acosta Arévalo est mort cette nuit-là à l'hôpital militaire,.
Un rapport produit par les organisations non gouvernementales Foro Penal et Robert F. Kennedy Human Rights a documenté 200 cas de disparitions forcées au Venezuela en 2018 et 524 cas en 2019, le nombre plus important en 2019 étant attribué à une augmentation des manifestations dans le pays. Le rapport indique que la durée moyenne des disparitions est de cinq jours, car le gouvernement souhaite éviter les enquêtes qui pourrait accompagner des détentions plus longues,.

### 2020
L'Assemblée nationale du Venezuela a rapporté le 21 janvier 2020 que la famille, les amis et les collègues du député Ismael León ont perdu contact avec lui peu après qu'il ait quitté le siège du parti Action démocratique en route vers la session législative. Après deux jours de détention, León a été libéré avec des mesures de précaution.
Le journaliste Roland Carreño est arrêté le 27 octobre après avoir été intercepté par des véhicules noirs banalisés. Le lieu de sa détention reste inconnu pendant plus de 24 heures. Des organisations de défense des droits de l'homme qualifient sa détention de disparition forcée, notamment Foro Penal. L'administration de Juan Guaidó a tenu Nicolás Maduro responsable de toute agression contre Carreño et ses compagnons. L'administration de Maduro a confirmé l'arrestation de Carreño le lendemain.

### 2023
Le 7 décembre 2023, l'organisation non gouvernementale Súmate a indiqué que le lieu de détention de son président, Roberto Abdul n'était pas connu depuis son arrestation la veille, en violation de la Constitution vénézuélienne,. L'ONG Foro Penal a décrit la détention de Roberto comme une disparition forcée.

### 2024
Le 9 février 2024, l'activiste civile, directrice de l'ONG Control Ciudadano, Rocío San Miguel (en) est arrêtée par des agents de sécurité vénézuéliens, à l'aéroport international Simón Bolívar de Maiquetía, avec sa fille. Le même jour, son père, ses deux frères et un autre parent sont également arrêtés,,. Après avoir été détenue pendant dix jours et sans que l'on sache où elle se trouvait, sa fille a pu lui rendre visite à El Helicoide,. Des organisations de défense des droits humains, telles qu'Amnesty International, PROVEA (en) et le Front large des femmes, ont dénoncé cette détention, la qualifiant de disparition forcée et demandant sa libération immédiate.

## Lectures complémentaires
- Julie Turkewitz, The New York Times, « Un golpe en la puerta y desaparecen: las detenciones secretas de Venezuela silencian a los críticos », The New York Times,‎ 19 juin 2020 (lire en ligne, consulté le 30 décembre 2023)